# NGC 7813
NGC 7813 é uma galáxia espiral (Sb) localizada na direcção da constelação de Cetus. Possui uma declinação de -11° 59' 02" e uma ascensão recta de 0 horas, 04 minutos e 09,2 segundos.
A galáxia NGC 7813 foi descoberta em 1886 por Frank Müller.